# Isla Patrulla
Isla Patrulla (María Isabel) ist eine Ortschaft in Uruguay.

## Geographie

### Lage
Sie befindet sich auf dem Gebiet des Departamento Treinta y Tres in dessen Sektor 5 in der Cuchilla de los Ladrones. Unweit nördlich des Ortes entspringt der Cañada de Los Molles, ein Nebenfluss des Arroyo Yerbal Grande, der wenige Kilometer östlich verläuft. Nächstgelegene größere Ansiedlungen sind im Südosten die Departamento-Hauptstadt Treinta y Tres und in westlicher Richtung Santa Clara de Olimar.

### Bodenschätze
Bei Isla Patrulla existieren Gold-Vorkommen.

## Infrastruktur
Durch Isla Patrulla führt die Ruta 98.

## Einwohner
Isla Patrulla hatte bei der Volkszählung im Jahre 2011 230 Einwohner, davon 113 männliche und 117 weibliche.
| Jahr | Einwohner |
| ---- | --------- |
| 1963 | 324       |
| 1975 | 233       |
| 1985 | 209       |
| 1996 | 200       |
| 2004 | 236       |
| 2011 | 230       |

Quelle: Instituto Nacional de Estadística de Uruguay